# Bartholomäus Spranger
Bartholomäus Spranger (Anversa, 1546 – Praga, 1611) è stato un pittore e incisore fiammingo. 
Maestro che in sé riassume tutte le tendenze del neo-manierismo europeo, Spranger caratterizza vivacemente la stagione artistica della corte degli Asburgo, sotto Rodolfo II, imperatore del Sacro Romano Impero che trasferì la capitale del suo regno da Vienna a Praga, dando vita ad un periodo di fastosi collezionismi (le wunderkammern) e di sofisticate committenze.

## Biografia
Si formò ad Anversa, città già al tempo influenzata da uno stile italianeggiante di pieno Rinascimento, fu discepolo di Jan Mandyn e Cornelis van Dalem. Nel 1565 si mette in viaggio per l'Italia, risiedendo soprattutto a Milano, dove recepisce gli aggiornati stimoli dell'arte lombarda, e a Parma, studiando pittori quali Correggio, Parmigianino e assorbendone lo stile, e per la Francia; qui frequenta la scuola manierista di Fontainebleau, indirizzando così definitivamente il suo stile, appunto, verso il manierismo. Visse per un periodo a Roma, lavorando per grandi committenze come i Farnese a Caprarola, immergendosi nel più raffinato manierismo romano, tanto da essere nominato pittore papale nel 1570.
Lavorò poi, grazie a una calorosa raccomandazione di Giambologna, come pittore di corte a Vienna e poi a Praga per Rodolfo II d'Asburgo tra il 1575 e il 1611, lavorando negli stessi anni con il milanese Giuseppe Arcimboldi, i tedeschi Joseph Heintz il Vecchio e Hans von Aachen, oltre a maestri milanesi e dell'intaglio e dell'oreficeria. Le opere più apprezzate dall'imperatore sono quelle in cui Spranger, con la scusa di raffigurare miti classici, mette in scena ampi e luminosi nudi femminili per soddisfare il suo desiderio sapido e carnoso. Divulgati attraverso le incisioni, questi dipinti diventano noti in varie nazioni europee, contribuendo così alla diffusione dell'arte manierista in Europa.
Spranger non produsse molti dipinti a tema sacro, preferendo sempre l'ambito mitologico e letterario. Nella rappresentazione di questi soggetti allegorici Spranger si esprime con un linguaggio intriso di cultura italiana, ma allo stesso tempo riesce a trasmettere una sorta di fredda sensualità, tanto più provocante che apparentemente distaccata. Creò in questo modo uno stile personale di intelligente raffinatezza che, all'epoca, fece avvicinare gli intellettuali alla nuova arte europea. Il suo Manierismo, molto elaborato e sostenuto, è ritenuto uno dei migliori al di fuori dell'Italia. 

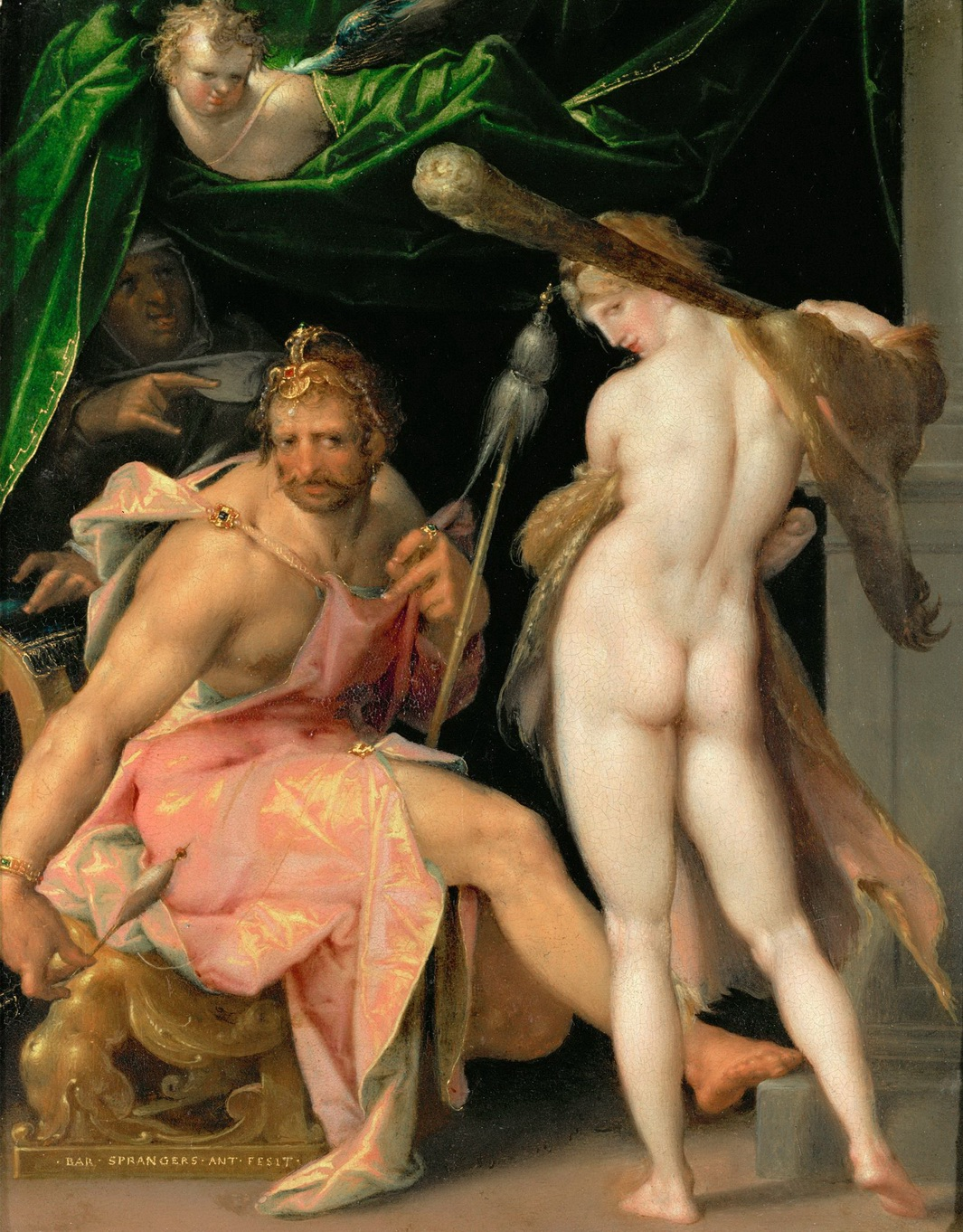
Ercole e Onfale
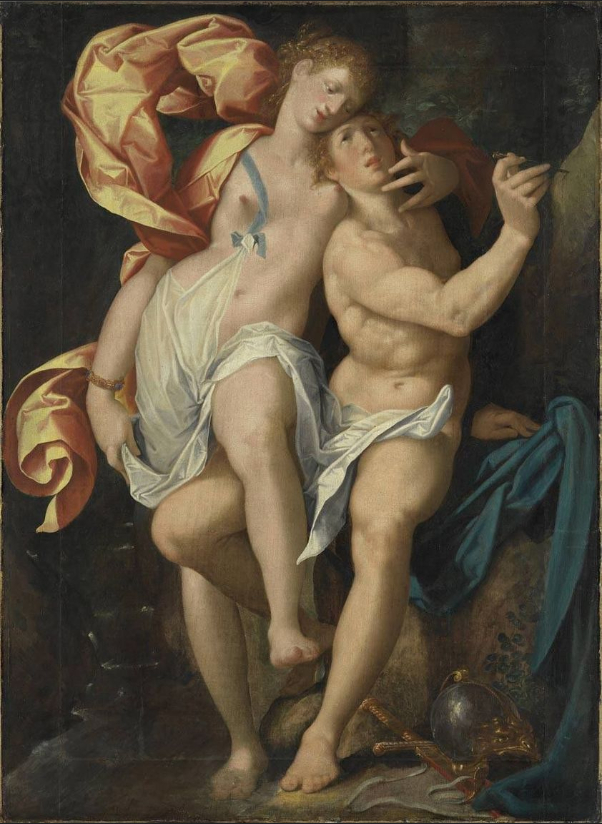
Angelica e Medoro
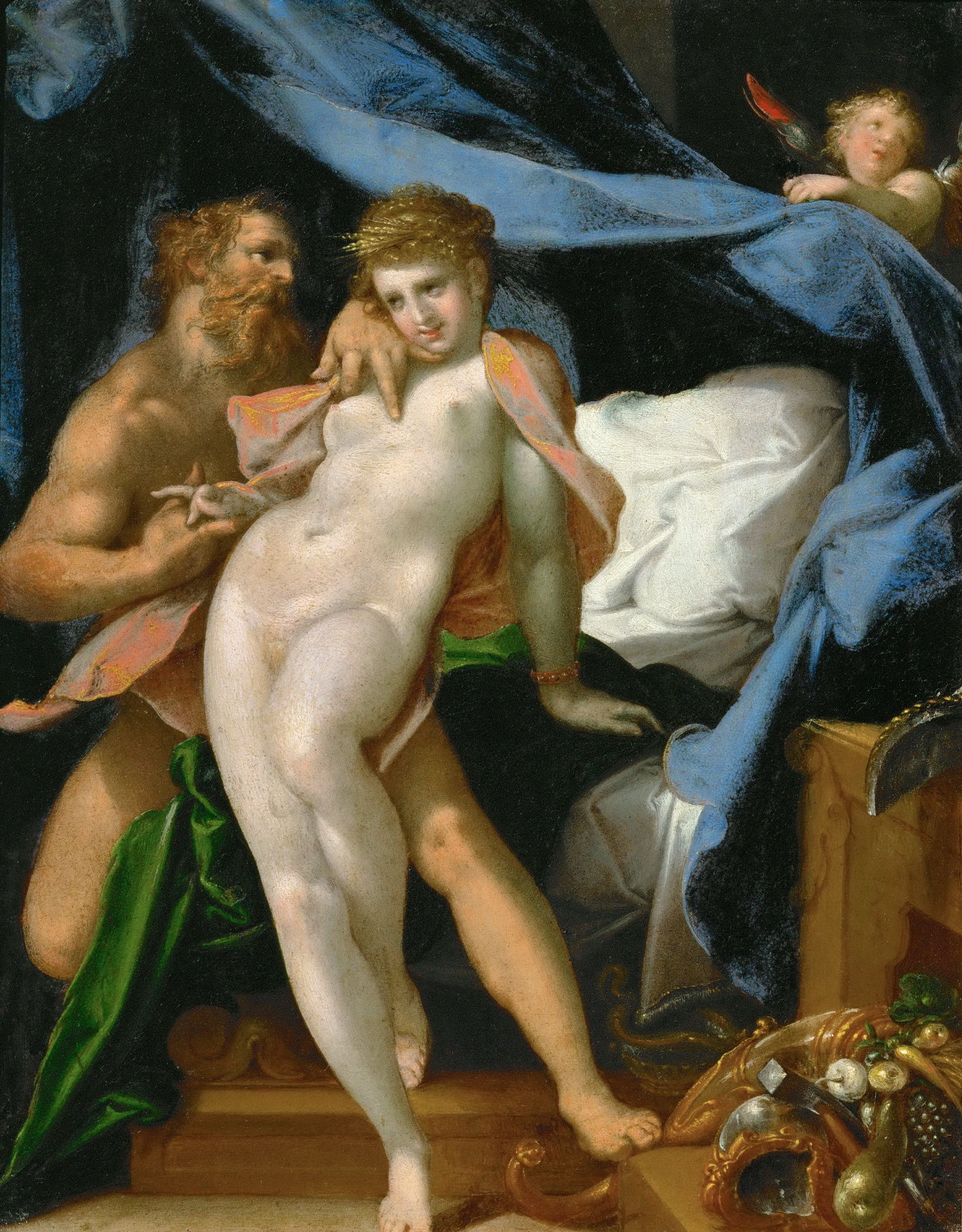
Vulcano e Maia
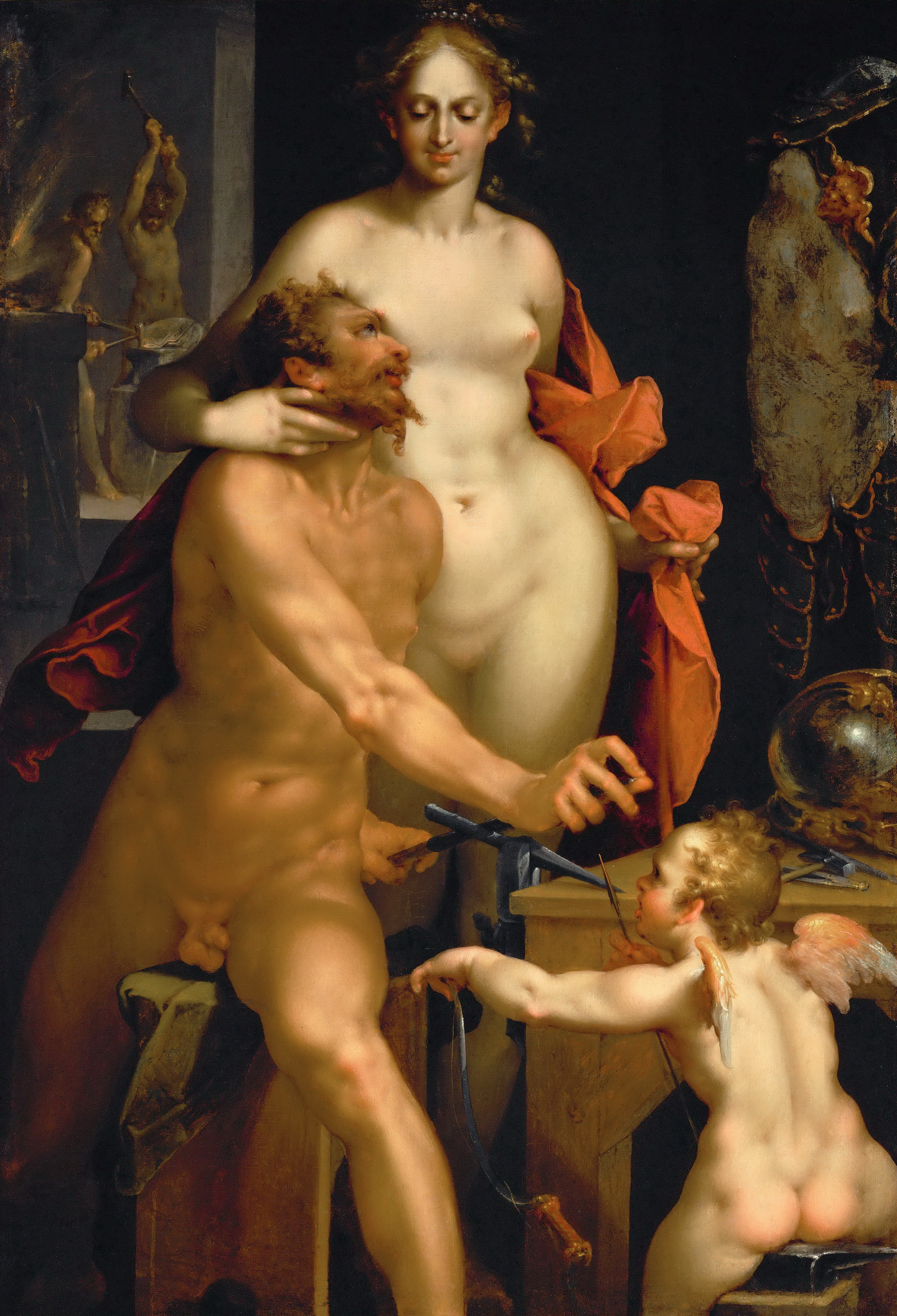
Venere e Vulcano
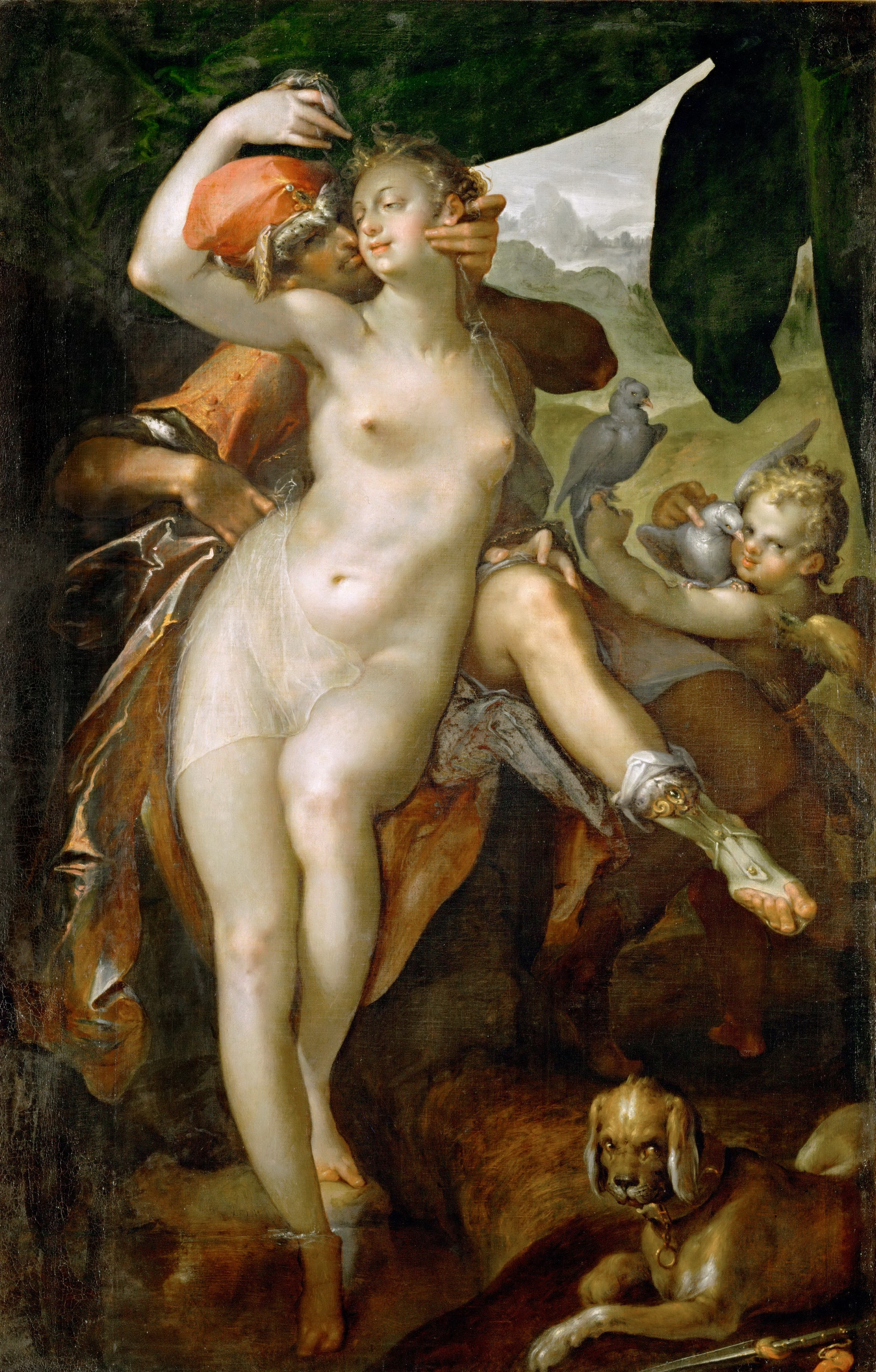
Venere e Adone